# Villa Rumipal
Villa Rumipal är en ort i Argentina.   Den ligger i provinsen Córdoba, i den centrala delen av landet, 600 km väster om huvudstaden Buenos Aires. Villa Rumipal ligger 546 meter över havet och antalet invånare är 1 922. Den ligger vid sjön Embalse del Río Tercero.
Terrängen runt Villa Rumipal är huvudsakligen platt, men norrut är den kuperad. Närmaste större samhälle är Embalse, 5,9 km öster om Villa Rumipal.
Runt Villa Rumipal är det glesbefolkat, med 10 invånare per kvadratkilometer.